# Parque Nacional do Monte Rainier
O Parque Nacional do Monte Rainier (em inglês:  Mount Rainier National Park) é um parque nacional norte-americano localizado no estado de Washington, nos condados de Pierce e Lewis. Foi fundado em 2 de março de 1899 como o quinto parque nacional do país.
O parque foi designado, em 18 de fevereiro de 1997, um distrito do Registro Nacional de Lugares Históricos bem como, na mesma data, um distrito histórico do Marco Histórico Nacional.